# IC 2682
IC 2682 је двојна звијезда у сазвјежђу Лав која се налази на листи објеката дубоког неба у Индекс каталогу.
Деклинација објекта је + 9° 24' 40" а ректасцензија 11h 16m 36,1s.